# セントアンドリューズ大聖堂 (シドニー)

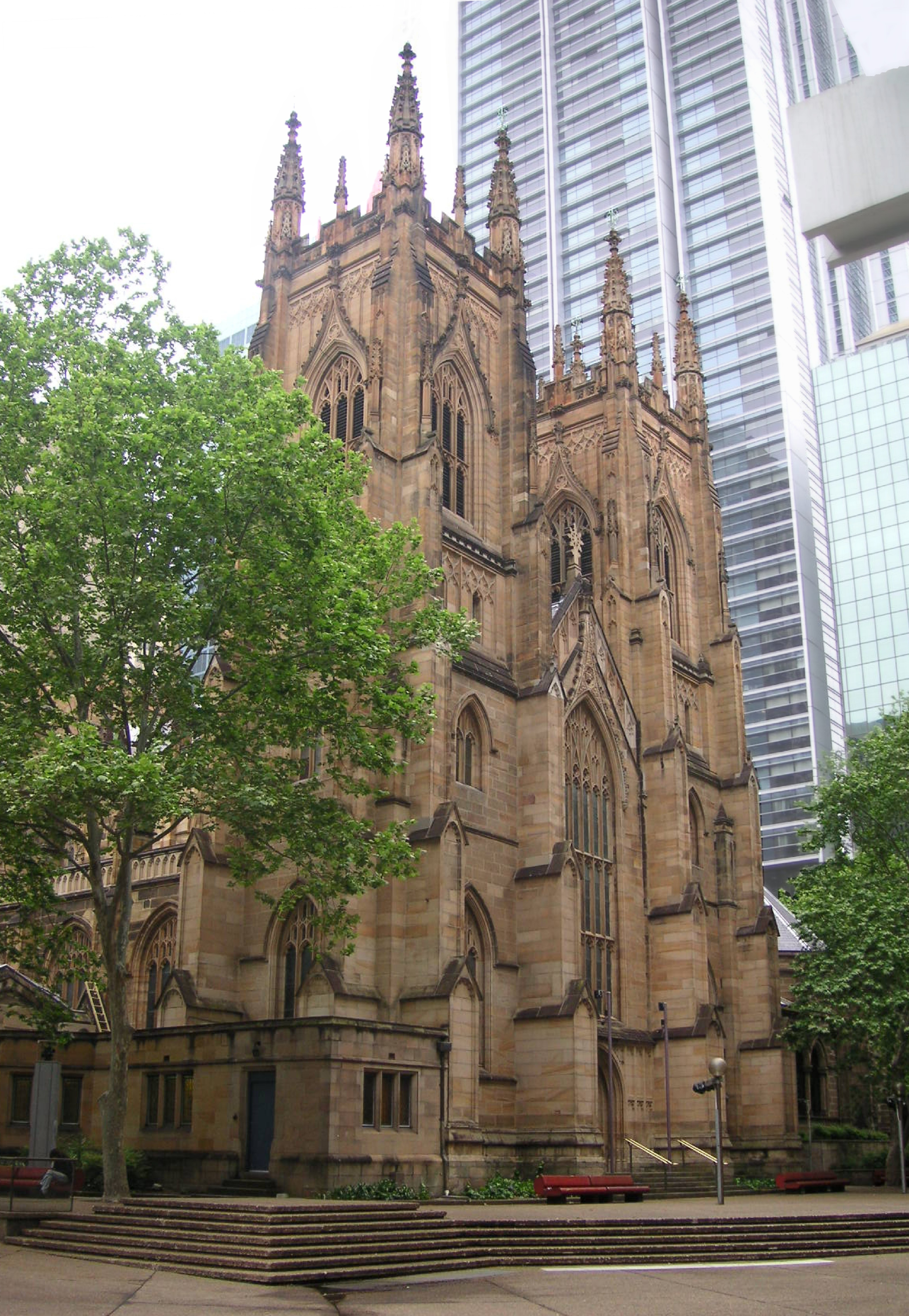
セントアンドリューズ大聖堂 (シドニー)の西側入り口

セントアンドリューズ大聖堂 (シドニー) （英語：St. Andrew's Cathedral, Sydney）はオーストラリア・シドニーの中心街にあるオーストラリア聖公会・シドニー教区の主教座聖堂である。今の建物は1868年にゴシック・リヴァイヴァル建築として建設された。